# Monsey
Monsey és una concentració de població designada pel cens dels Estats Units a l'Estat de Nova York. Segons el cens del 2000 tenia 14.504 habitants.

## Demografia
Segons el cens del 2000, Monsey tenia 14.504 habitants, 2.981 habitatges, i 2.596 famílies. La densitat de població era de 2.533,9 habitants per km².
Dels 2.981 habitatges, en un 58,9% hi vivien nens de menys de 18 anys, en un 78% hi vivien parelles casades, en un 6% dones solteres, i en un 12,9% no eren unitats familiars. En el 10,6% dels habitatges hi vivien persones soles el 4,4% de les quals corresponia a persones de 65 anys o més que vivien soles. El nombre mitjà de persones vivint en cada habitatge era de 4,74 i el nombre mitjà de persones que vivien en cada família era de 5,16.
Per edats, la població es repartia de la següent manera: un 48,6% tenia menys de 18 anys, un 10,5% entre 18 i 24, un 18,2% entre 25 i 44, un 16,3% de 45 a 60 i un 6,4% 65 anys o més.
L'edat mitjana era de 19 anys. Per cada 100 dones de 18 o més anys hi havia 106,6 homes.
La renda mitjana per habitatge era de 45.194 $ i la renda mitjana per família de 45.911 $. Els homes tenien una renda mitjana de 41.606 $, mentre que les dones 33.576 $. La renda per capita de la població era de 14.000 $. Entorn del 25,4% de les famílies i el 30,6% de la població estaven per davall del llindar de pobresa.